# Kleine Beißschrecke
Die Kleine Beißschrecke (Tessellana veyseli, Syn.: Platycleis veyseli) ist eine Langfühlerschrecke aus der Unterfamilie der Tettigoniinae innerhalb der Überfamilie der Laubheuschrecken.

## Merkmale
Die Kleine Beißschrecke ähnelt in der Körpergestalt anderen Arten der Gattungen Platycleis, Montana und Tessellata wie zum Beispiel der Braunfleckigen Beißschrecke und der Südöstlichen Beißschrecke. Die Art hat eine strohfarbene, hellbraune bis graubraune Grundfarbe mit lebhafter Zeichnung. Über dem Auge befindet sich ein dunkler Fleck, der von einem hellen Schrägstrich nach hinten unterbrochen wird. Die Halsschildseitenlappen sind braun und dunkelgrau marmoriert und hell und breit weißlich gerandet. Über den Hinterschenkel zieht sich ein schwarzer Streifen. Der Bauch und der Rücken sind hell beige oder gelbbraun, die Hinterleibsseiten sind graubraun und werden vom Rücken durch einen dunkleren Streifen abgegrenzt. Das Weibchen weist einen kurzen, nach oben gebogenen schwarzen Legebohrer auf. Die als Deckflügel (Tegmina) ausgebildeten Vorderflügel sind schmal und am Ende spitz zulaufend, sie überragen meist nicht die Hinterleibsspitze. Seltener tritt eine voll geflügelte Form auf, die dann der Braunfleckigen Beißschrecke Tessellana tessellata sehr ähnlich ist. Sie unterscheidet sich als Weibchen durch einen zahnartigen Vorsprung auf der 7. Bauchplatte, der den Rand des Segments überragt, als Männchen durch die kurz hinter der Mitte gezähnte Cerci (bei der Braunfleckigen Beißschrecke im hinteren Drittel). Mit einer Körperlänge von 13 bis 17 Millimetern ist sie eine der kleinsten Arten aus ihrer Gattung.

## Lebensweise und Verbreitung
Die Kleine Beißschrecke hält sich überwiegend am Boden auf. Sie bewohnt Magerwiesen und trockenes Ödland mit sandigem Boden. In Mitteleuropa gibt es sie nur in Österreich im Burgenland und in Niederösterreich. 1997 fand man auf einem ehemaligen Truppenübungsplatz in Brandenburg ein Exemplar der Art. Außerhalb Mitteleuropas kommt die Art in Südosteuropa, Westsibirien, West- und Zentralasien, östlich bis zum Iran und nach Kasachstan, vor. Das geschlossene Areal erreicht im Westen Niederösterreich und das Burgenland (Österreich), Ungarn, die Slowakei und Süd-Mähren (Tschechische Republik). In Tschechien steht sie allerdings, mit aktuell nur noch zwei Fundorten, möglicherweise kurz vor dem Aussterben. Imagines treten von Juli bis September auf.
Die Art gilt als ungefährdet (least concern).

## Taxonomie und Systematik
Die Art wurde schon 1825 von Toussaint von Charpentier unter dem Namen Locusta vittata erstbeschrieben und wurde später lange Zeit als Platycleis vittata geführt. Charpentiers Name wurde später, aufgrund von Homonymie mit Gryllus vittata Thunberg, 1789 für nicht verfügbar erklärt, so dass Koçak 1984 den Ersatznamen Platycleis veyseli prägte. Später wurde die vorherige Untergattung Tessellana der Gattung Platycleis zur eigenständigen Gattung erhoben, wodurch der Name erneut zu Tessellana veyseli geändert wurde.